# Caviahue
Caviahue é uma localidade situada ao pé do Vulcão Copahue e na beira do lago que leva o mesmo nome, Copahue, na Argentina. 
Com bosques de pehuenes milenares (árvores da região), lagos com águas azul turquesa, varandas escalonadas de basalto e cachoeiras, esta a 1647 metros sobre o nível do mar, dentro do coração da Cordilheira dos Andes, além do seu tesouro paisagístico, Caviahue soma a riqueza das suas águas termais com as propriedades minerais vulcânicas. Desta maneira, o esqui e as águas termais dão moldura à esta beleza rústica.